# يان هال (لاعب اتحاد الرغبي)
يان هال (بالإنجليزية: Ian Hall)‏ هو لاعب اتحاد الرغبي بريطاني، ولد في 4 نوفمبر 1946 في ويلز في المملكة المتحدة.

## وصلات خارجية
- يان هال عل موقع إسبنسكروم (الإنجليزية)